# بتا هیدری
بتا هیدری یک ستاره است که در صورت فلکی آبمار قرار دارد.